# Челат-Сан Томазо Агордино (Белуно)
Челат-Сан Томазо Агордино (итал. Celat-San Tomaso Agordino) је насеље у Италији у округу Белуно, региону Венето.
Према процени из 2011. у насељу је живело 80 становника. Насеље се налази на надморској висини од 1100 м.